# 広沢豊作
広沢 豊作（ひろさわ とよさく、1881年〈明治14年〉3月24日 - 1942年〈昭和17年〉4月11日）は、昭和時代戦前の政治家・医師・実業家。山口県小野田市長。

## 経歴
山口県出身。広沢季三郎の長男。1907年（明治40年）京都帝国大学医科を卒業し、小野田病院を創立。小野田陶業、小野田合同運送、小野田清涼飲料水各社長、門司病院長、山口県医師会長、山口県会議員、新沖ノ山炭坑（後の宇部興産、現在のUBE）取締役、朝鮮小野田セメント、宇部電気鉄道各監査役、山口県学校医会長などを歴任した。
1941年（昭和16年）小野田市の市制施行とともに初代市長に就任。在任中は、戦時下ながら市の発展と平和を象徴した市章の制定、小野田・高千帆両商工会を合併し新たに小野田商工会を設立するなど尽力したが、任期途中で死去した。